# Úrsula Corberó
Úrsula Corberó Delgado (Sant Pere de Vilamajor, 11 agosto 1989) è un'attrice spagnola.
Ha raggiunto la fama internazionale nel 2017 grazie all'interpretazione di Tokyo nella serie televisiva La casa di carta.

## Biografia
È nata a Barcellona l'11 agosto 1989. Ha una sorellastra di nome Mónica. All'età di 6 anni sapeva già che sarebbe voluta diventare un'attrice e ha iniziato a recitare in pubblicità. A tredici anni ha iniziato a studiare dizione. Dopo gli studi si è trasferita a Madrid per girare la serie TV Fisica o chimica.
La sua prima apparizione risale al 2002, nella serie Mirall trencat. Partecipa, tra il 2005 e il 2006, alla serie Ventdelplá. Deve la sua fama alla serie Fisica o chimica e al ruolo di Ruth, che interpreta dal 2008 al 2010. Nel 2011 è nel cast di La República, spin-off di La Señora, entrambe su La 1. Nel 2014 ha preso parte alla serie tv Isabel, nei panni di Margherita d'Asburgo. Nel 2015 è nel cast della fiction La dama velata, in cui interpreta Anita. Il regista di Isabel, Jordi Frades, ha diretto, nel 2016, il film sequel della serie TV La corona partida in cui Úrsula ha reinterpretato il personaggio di Margherita d'Asburgo. Nel 2017, la sua carriera prende un punto di svolta con la serie La casa di carta in cui interpreta Tokyo. Grazie a questo ruolo, è stata nominata negli Premios Feroz e MIM Series come Migliore Attrice.
Al cinema è apparsa nei film horror Paranormal Xperience 3D e Afterparty. Nel 2013 recita nella commedia Quien Mato a Bambi? con gli attori Quim Gutiérrez e Clara Lago. Nel 2015 interpreta Nadia nella commedia romantica Sognando il nord, il più grande successo dell'anno. I diritti del film sono stati acquisiti da Netflix. Nello stesso anno, l'attrice ottiene il suo primo ruolo da protagonista al cinema grazie a Manuela Moreno, nella commedia Como Sobrevivir a una Despedida?.
Nel 2017 Úrsula è diretta da Isabel Coixet nel film Proyecto Tiempo: La Llave e dal regista Julio Medem nel thriller El Arbol de la Sangre, in cui interpreta Rebecca, una donna particolare che con suo marito (interpretato da Alvaro Cervantes), parte alla ricerca dei segreti della sua famiglia. Nello stesso anno interpreta Tokyo nella serie televisiva La casa di carta, serie che le conferisce una fama internazionale.

## Vita privata
Corberó ha frequentato l'attore Israel Rodríguez dal 2009 al 2011, il tennista Feliciano López per cinque mesi nel 2011, e il modello Andrés Velencoso dal 2013 al 2016. 
Dal 2016, Corberó ha una relazione con l'attore argentino Chino Darín, conosciuto sul set della serie televisiva L'ambasciata.

## Filmografia

### Cinema
- Elsinor Park, regia di Jordi Roigé (2011)
- Paranormal Xperience 3D, regia di Sergi Vizcaino (2011)
- Afterparty, regia di Miguel Larraya (2012)
- Crimen con vista al mar, regia di Gerardo Herrero (2013)
- Quien mató a Bambi?, regia di Santi Amodeo (2013)
- Lluvia de albóndigas 2, regia di Chris Miller (2013)
- Sognando il nord (Perdiendo el norte), regia di Nacho G. Velilla (2015)
- Cómo sobrevivir a una despedida, regia di Manuela Moreno (2015)
- La corona partida, regia di Jordi Frades (2016)
- Mascotas, regia di Chris Renaud (2016)
- Emoji: la película, regia di Tony Leondis (2017)
- Proyecto Tiempo: la llave, regia di Isabel Coixet (2017)
- L'albero del sangue, regia di Julio Medem (2018)
- Snake Eyes: G.I. Joe - Le origini (Snake Eyes: G.I. Joe Origins), regia di Robert Schwentke (2021)
- Lift, regia di F. Gary Gray (2024)
- El jockey, regia di Luis Ortega (2024)

### Televisione
- Mirall trencat - serie TV, episodio 1x07 (2002)
- Ventdelplà - serie TV, 7 episodi (2005-2006)
- Cuenta atrás - serie TV, episodio 1x10 (2007)
- El internado - serie TV, episodio 2x06 (2007)
- Fisica o chimica (Física o Química) - serie TV, 70 episodi (2008-2011)
- Los días de gloria - miniserie TV (2011)
- 14 de abril. La República - serie TV, 13 episodi (2011)
- Mario Conde, los días de gloria - serie TV, 2 episodi (2013)
- Gran Riserva - serie TV, 8 episodi (2013)
- Isabel - serie TV, 7 episodi (2014)
- Con el culo al aire - serie TV, 1 episodio (2014)
- Anclados - serie TV, 8 episodi (2015)
- La dama velata - serie TV (2015)
- L'ambasciata (La embajada) - serie TV, 11 episodi (2016)
- ¿Qué fue de Jorge Sanz? - serie TV, 1 episodio (2017)
- La casa di carta (La casa de papel) - serie TV, 47 episodi (2017-2021)
- The Snatch - serie TV (2018)
- Paquita Salas - serie TV, 1 episodio (2019)
- In fiamme (El cuerpo en llamas), regia di Jorge Torregrossa e Laura Mañá – miniserie TV (2023)
- Mr. & Mrs. Smith - serie TV, episodio 1x04 (2024)
- The Day of the Jackal – serie TV (2024)

### Cortometraggi
- Crónica de una voluntad, di Julio De La Fuente (2007)
- Slides (2011)
- Secretos de belleza, di Inés de León (2015)
- Muñeca vudú, di Inés de León (2017)
- Etiqueta Negra, di David Vergés (2018)

## Teatro
- Perversiones sexuales en Chicago (2012)

## Discografia

### Videoclip
- Física o Química di Despistaos (2008)
- Heartbreaker di Auryn (2013)
- Lo importante di Pignoise (2013)
- Mi Querida España di Kiko Veneno, Rozalen (2015)
- Cuando Me Miras di C. Tangana (2018)
- Un dia (One day) di J Balvin, Dua Lipa, Bad Bunny, Tainy (2020)

### Collaborazioni
- Ven, ven, vamonos de fiesta de Top Junior (2000)
- El precio de la verdad de Cinco de Enero (2008)
- Cuando Lloras de Angy Fernández ft. reparto de Física o Química (2010)

## Riconoscimenti
- 2009, Denominacion de Origen de la Mancha, Giovani del 2009 – Fisica o Chimica
- 2010, Top Glamour, Migliore Attrice Rivelazione – Fisica o Chimica
- 2011, Kapital, Migliore Attrice – Fisica o Chimica
- 2014, Sitges Film Festival, Spirito Indomabile – Sua carriera
- 2014, Men's Health, Donna dell'anno
- 2015, Alicante Film Festival, Promessa del panorama cinematografico
- 2018, ATV Awards, Miglior attrice – La casa di carta
- 2023, Premios Ondas

Migliore Attrice - In Fiamme
- 2024, Fotogramas de plata

Migliore Attrice - In Fiamme
● 2024, Premio Coral
Migliore Attrice - El jockey

### Nomine
- 2015, Neox Fan Awards, Miglior attrice – Cómo sobrevivir a una despedida
- 2017, Premios Feroz, Migliore Attrice – La casa di carta
- 2017, MIM Series, Migliore Attrice Drammatica – La casa di carta
- 2020, Platino Awards, Miglior attrice in Miniserie o Serie TV – La casa di carta
- 2023, Premios Ondas

Migliore Attrice - In Fiamme
- 2023, Premios Forquè

Migliore Attrice - In Fiamme
- 2023, Premios Feroz

Migliore Attrice - In Fiamme
- 2024, Fotogramas de plata

Migliore Attrice - In Fiamme
●2024, Premio Coral
Migliore Attrice - El jockey

## Doppiatrici italiane
Nelle versioni in italiano delle opere in cui ha recitato, Úrsula Corberó è stata doppiata da:
- Eleonora Reti in Fisica o chimica, L'ambasciata, La casa di carta, Snake Eyes: G.I. Joe - Le origini, In fiamme, Lift, The Day of the Jackal, Mr. e Mrs. Smith
- Loretta Di Pisa in Paranormal Xperience 3D
- Domitilla D'Amico ne La dama velata
- Renata Bertolas ne L'albero del sangue